# Sol over Danmark (film fra 1944)
|  | Denne artikel er oprettet af botten Steenthbot ud fra en ekstern database. Den kan derfor have sproglige fejl eller mangler. Denne skabelon kan fjernes efter kontrol af indholdet. |

 For alternative betydninger, se Sol over Danmark. (Se også artikler, som begynder med Sol over Danmark)
Sol over Danmark er en dansk dokumentarfilm fra 1944 instrueret af Jens Ingvertsen.

## Handling
Diverse billeder fra Københavns seværdigheder. Student besøger det danske sommerland. Stevns Klint, Møns Klint, Kerteminde (maleren Johs. Kragh), Odense (Odinstårnet) og Wedellsborg. Med færgen over Storebælt, gode billeder af overfarten. Fartøjer fra den danske flåde ses i Storebælt.
I Jylland ses Sønderborg, Dybbøl Mølle, Koldinghus,
hedelandskab. Fra Århus rejser studenten med færgen til Kalundborg og derfra med toget til Nordsjælland, her opstår en romantisk affære med en ung blondine.
På trods af filmens produktionstidspunkt er der ingen tegn på den tyske besættelse.